# Antikes griechisches Recht
Als griechisches Recht der Antike wird nicht eine bestimmte einheitliche Rechtsordnung bezeichnet, denn das Recht war von Polis (altgriechisch πόλις) zu Polis verschieden. Es handelt sich vielmehr um eine Sammelbezeichnung für eine regional und historisch abgegrenzte Form des positiven Rechts, das jedoch auf demselben rechtlichen Denken und den gleichen Prinzipien beruhte im antiken Griechenland. So wurden Gesetze wie die des Charondas von Katane manchmal bewusst von anderen Poleis übernommen. Es gab auch gegenseitige Entlehnungen in kleinerem Maßstab, insbesondere im Handelsrecht. Aufgrund des großen Einflusses Athens übte das Attische Recht einen signifikanten Einfluss auf das Recht der Poleis aus.
Während die griechische Rechtsphilosophie ihre Spuren im modernen Recht hinterlassen hat, wurde das altgriechische Recht selbst durch das stärker entwickelte Römische Recht ersetzt.

## Historische Quellen
Für das antike griechische Recht sind nur fragmentarisch erhaltene historische Quellen überliefert.

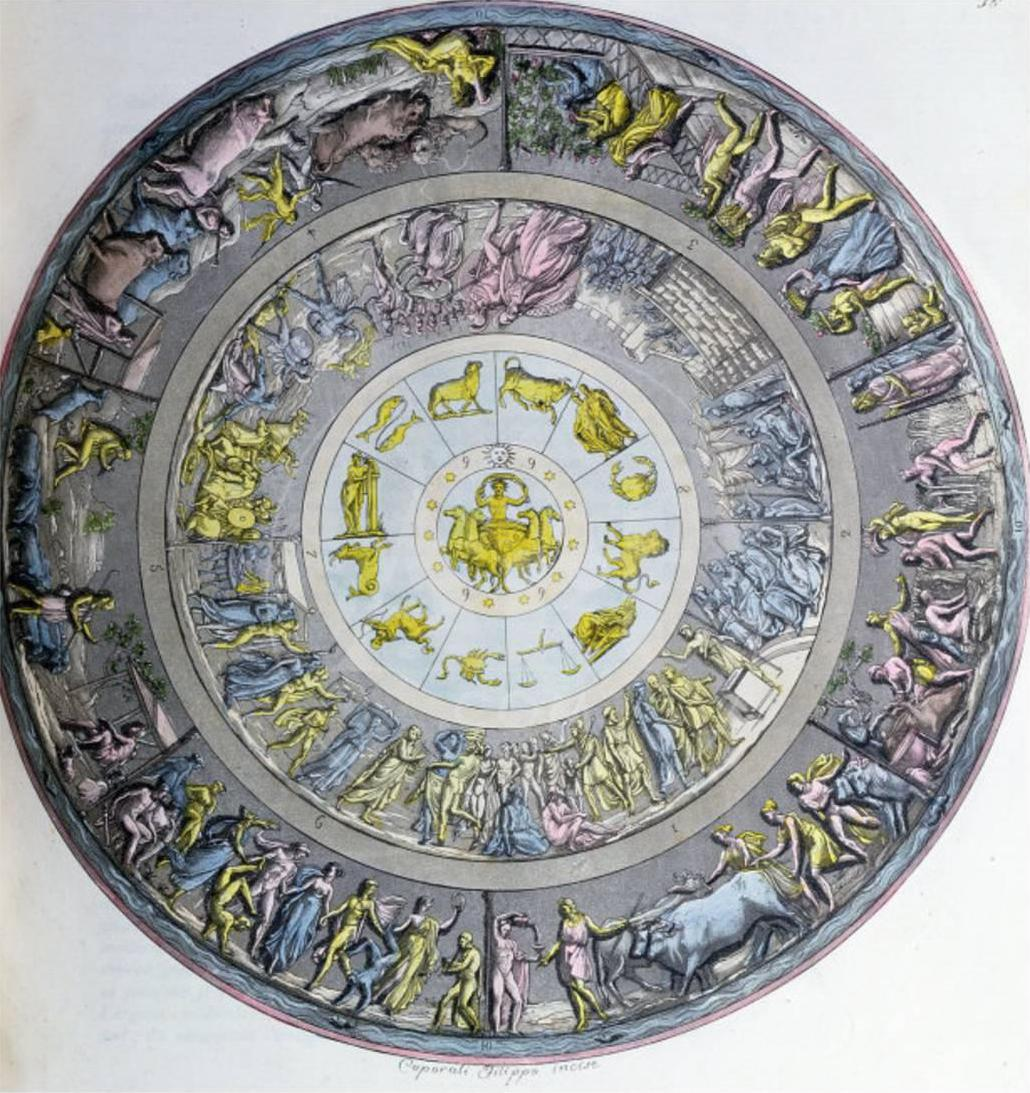
Schild des Achill, nachempfunden von Angelo Monticelli um 1820

Die wichtigsten Überlieferungen bilden:
- Für die archaische Zeit lediglich vereinzelten Passagen in den Epen – etwa die Beschreibung einer auf dem Schild des Achilleus dargestellten Gerichtsszene in Homers Ilias[2]

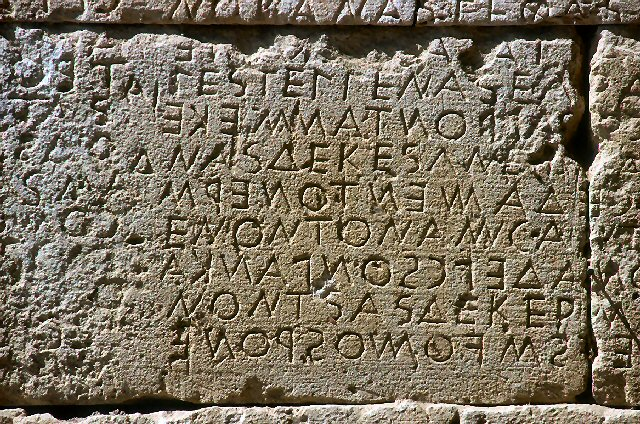
Stadtrecht von Gortys

- für das Kreta des 5. Jahrhunderts v. Chr. das so genannte Stadtrecht von Gortys, die einzige überlieferte umfangreiche Kodifikation oder Gesetzessammlung ;

- für das attische Recht (4. Jahrhundert v. Chr.) vor allem die Gerichtsreden der Gerichtsredner, daneben Schriften wie Platons Apologie des Sokrates und vereinzelte Inschriften;
- reichhaltig sind die papyrologischen Quellen für das hellenistische Recht Ägyptens, die Rückschlüsse auf griechische Rechtsvorstellungen zulassen.

## Rechtsquellen

### Vom göttlichen Recht zur Gesetzgebung
In archaischer Zeit gab es noch keine formulierten Rechtsnormen. Das Recht (δίκη, dike) galt als göttlichen Ursprungs, den Menschen geschenkt von Göttervater Zeus, der auch die Anwendung überwachte. Die Rechtsfindung wurde Gottesurteilen, dem feierlichen Zweikampf oder dem Reinigungseid zugeschrieben. Die dem König (βασιλεύς), dem Herrscher göttlicher Abstammung, oder seinen Beratern vorbehaltenen Schieds- oder Richtersprüche (θεμιστές, Themistes d. i. der Plural von Themis) galten als Kundgebungen göttlichen Willens.
Im 7. Jahrhundert v. Chr. setzte in den Poleis eine Kodifikationsbewegung ein. Das geschriebene Gesetz (νόμος, nomos) – notiert von den Nomotheten – galt den Griechen als Ursprung der Gerechtigkeit und stellte nun die wichtigste formale Quelle des antiken griechischen Rechts dar.

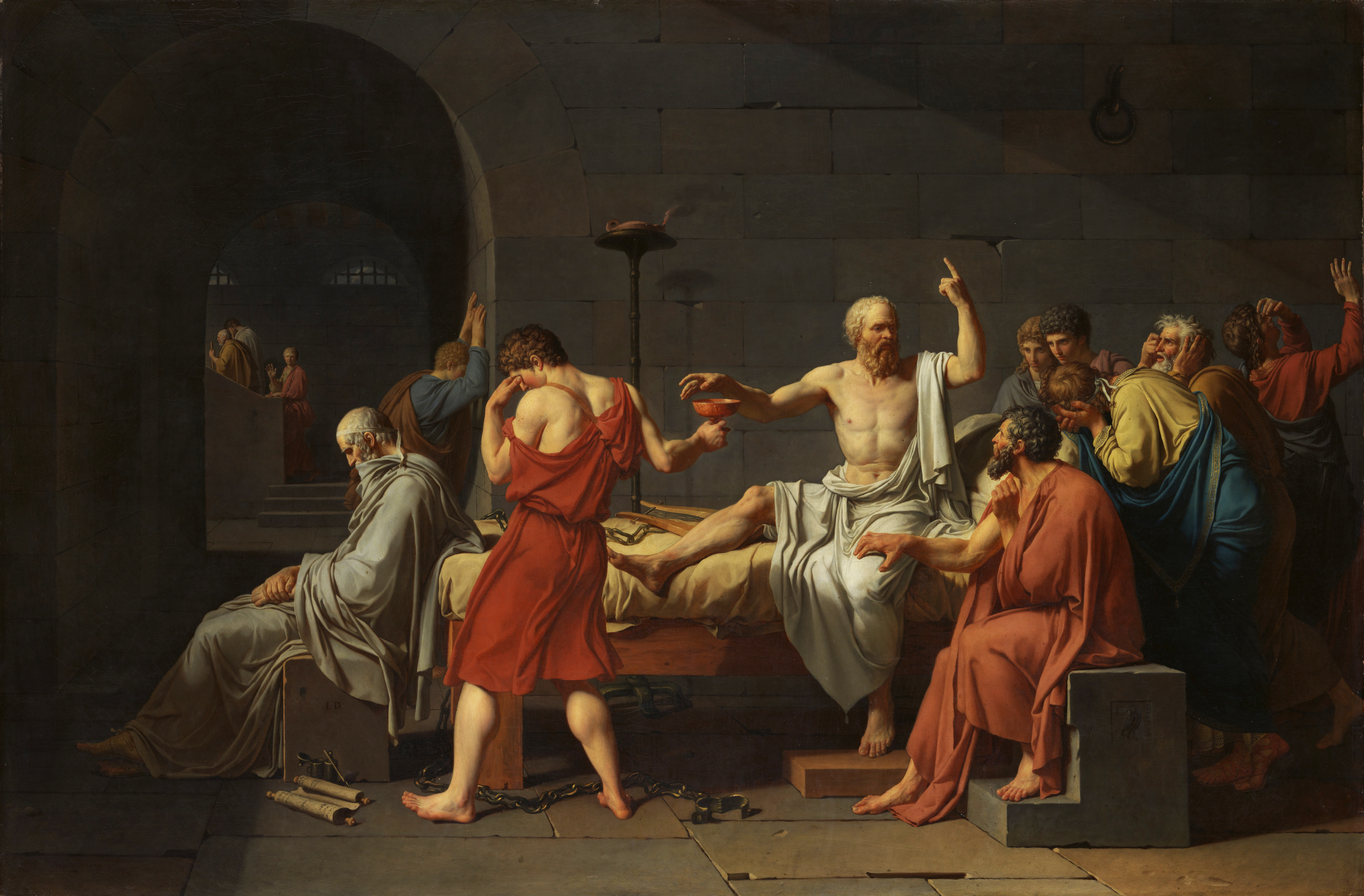
Jacques-Louis Davids Der Tod des Sokrates (1787)

Die Ehrfurcht vor dem Nomos als formulierter Rechtsnorm wurde charakteristisch für das positivistische Rechtsverständnis der Griechen. Sie kommt etwa in der Weigerung Sokrates’ zum Ausdruck, sich seiner Hinrichtung durch Flucht zu entziehen – aus Respekt vor dem Gesetz.
Während jedoch das philosophische Problem der Gerechtigkeit im Sinne einer überpositiven Normsetzung oder göttlichen Rechts in Philosophie und Dichtung erörtert wurde, entwickelte sich keine praktisch orientierte Rechtswissenschaft, die das positive Recht begrifflich zu durchdringen versuchte. Andererseits entstand insbesondere in hellenistischer Zeit eine ausgefeilte Kautelarjurisprudenz, die durch Entwicklung von Geschäftsformularen für das praktische Rechtsleben prägend wurde.

### Gesetzgeber

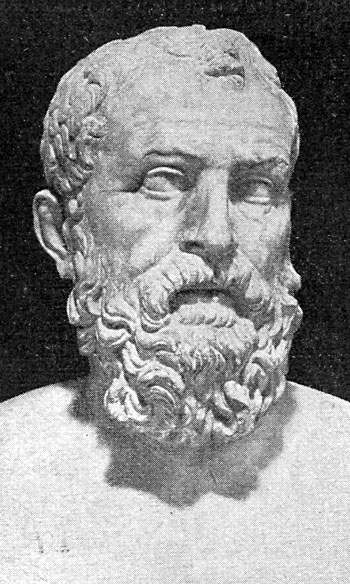
Solon

Oft wurden die sich herausbildenden Rechtsregeln mythischen Gesetzgebern zugeschrieben,
- in Kreta dem legendären König Minos und seinem Bruder Rhadamanthys,
- in Sparta dem Lykurg,
- in Sizilien dem Charondas von Katane,
- dem Zaleukos in Lokroi,[9].
- In Athen kodifizierte Drakon, dessen historische Existenz wohl angenommen werden kann, um 621 vor Chr. das Strafrecht. Um 594 vor Chr. erließ Solon eine umfassende Gesetzgebung, die auch politische und soziale Reformen wie die Befreiung aus der Schuldknechtschaft enthielt.

## Prozessrecht

### Klagearten
Das antike griechische Recht war von prozessualen Vorstellungen geprägt. Dike (δίκη), die Bezeichnung der personifizierten Gerechtigkeit, bezeichnet als juristisch-technischer Begriff die Klage. Insbesondere im Athen der klassischen Zeit entwickelte sich ein regelrechtes Aktionensystem mit verschieden bezeichneten Klagearten wie etwa der Schadensersatzklage (δίκη βλάβης, dike blabes) oder der Unterhaltsklage (δίκη σίτου, dike sitou), die bei der jeweils für sie zuständigen Behörde einzureichen waren.
Zu unterscheiden waren die Privatklagen (δίκη dike), die nur vom Verletzten bzw. unmittelbar Betroffenen und dessen Angehörigen eingebracht werden konnten, und die öffentlichen Klagen (γραφή graphé), die insbesondere wegen strafrechtlicher Vorwürfe von jedermann erhoben werden konnten; bei der Dike fiel die streitige Sache oder Buße dem Kläger, bei der Graphe dem Staat zu.
Zu den öffentlichen Klagen zählen (im Athen der klassischen Zeit)
- die Apagogē (ἀπαγωγή) Abführung des auf frischer Tat ertappten Beschuldigten,
- die Ephēgēsis (ἐφήγησης) Hinführung, bei der der Kläger den zuständigen Beamten an den Ort der Tat oder des Aufenthalts des Verbrechers führt.
- Die Endeixis (ἔνδειξις) Anzeige, ein mit der Apagogē verwandtes Verfahren. Die genaue Bedeutung des Begriffs ist umstritten: Ursprünglich gedacht als Anzeige bei einem Beamten, der dann selbst zur Festnahme der Täter schreitet, konnte es auch durch den Kläger als freiwillige Vorstufe zur Apagogē verwendet werden.
- die Apographē (ἀπογραφή) Aufzeichnung eines im Privatbesitz befindlichen Geldbestandes, der konfisziert werden soll,
- die Eisangelia (εἰσαγγελία) Meldeklage „Öffentliche Ankündigung“, eine Form der öffentlichen Anklage gegen Amtsträger, die weitgehend dem Impeachment in den USA entspricht.
- die Probolē (προβολή) Deckung, eine vorläufige Anklage, die ein Kläger in spe vor die ekklesia bringen konnte, anstatt direkt zu einem dikastērion (Gericht). Das Votum der ekklesia verpflichtete weder einen erfolgreichen Kläger, seine Klage vor Gericht weiter zu verfolgen, noch hinderte eine erfolglose Probolē ihn daran. Nach Art eines Probedurchgangs zeigte sie jedoch, woher der Wind weht.
- Popularklagen wie die Graphe paranomon (γραφὴ παρανόμων), die der Überprüfung eines Gesetzes diente, oder die Xenias graphe (ξενίας γραφή) gegen eine vermeintlich fremde Person ohne athenisches Bürgerrecht, die sich dieses Recht anmaßte, ergänzten im öffentlichen Interesse das Klagesystem.

Im Übrigen gab es keine grundsätzlichen Unterschiede zwischen Zivilprozess und Strafverfahren.

### Das Verfahren
Die Klage wurde erhoben durch Ladung des Beklagten vor den zuständigen Beamten. Dieser unterzog die einzureichende Klageschrift einer Vorprüfung (Anakrisis). Zivilverfahren über Geldforderungen wurden einem öffentlichen Schiedsrichter (diaitetes) übertragen; wenn dessen Schiedsspruch von einer der Parteien nicht angenommen wurde, wurde ein dikasterion befasst. Die Parteien legten Argumente und Beweise vor. Während in archaischer Zeit und auch noch im Recht von Gortys starre Beweisregeln galten, drang in klassischer Zeit die freie Beweiswürdigung vor.
Die Richter entschieden in geheimer Abstimmung ohne Aussprache entweder nach dem Antrag des Klägers oder dem des Beklagten.
Ziel des Prozesses war es, die amtliche Billigung für die private Rache oder Rechtsdurchsetzung des Klägers zu erreichen. Der erfolgreiche Kläger erlangte das Recht, Person oder Vermögen des Beklagten zu belangen. Die Vollstreckung selbst konnte der Obsiegende dann im Wege der Selbsthilfe vornehmen.

### Rechtspflegeberufe
In der athenischen Demokratie ging das Richteramt – ursprünglich eine den Königen, später Beamten wie den Archonten anvertraute Aufgabe – weitgehend auf Volksgerichte wie die Heliaia über. Da es eine juristische Ausbildung und Rechtsanwälte im modernen Sinn nicht gab, setzten professionelle Gerichtsredenschreiber (Logographen) wie etwa Demosthenes den Parteien Plädoyers auf und übten sie mit ihnen ein. Ihre überlieferten Gerichtsreden, in denen rhetorisch, aber in Ansätzen auch juristisch argumentiert wurde, stellen die wichtigste Quelle für die Erforschung des attischen Rechts dar.

## Strafrecht
Als Straftatbestände waren dem antiken griechischen Recht etwa bekannt:
- Tötungsdelikte: Sie wurden von den Angehörigen des Getöteten mit der dikē verfolgt. Grundsätzlich wurde ihnen die Vergeltung als Privatstrafe zugesprochen, häufig stellten sie den Täter jedoch nach Zahlung eines Sühnegeldes von der Verfolgung frei. Die Neuregelung dieses Rechtsinstituts der Aidesis (αἴδεσις) durch Drakon gehört zu dessen wichtigsten Reformen des attischen Strafrechts. Danach wurde unterschieden zwischen der vorsätzlichen (ἐκ προνοίας) und der unvorsätzlichen (fahrlässigen, ἀεκούσιος) Tötung. Während bei der vorsätzlichen Tötung aidesis nicht möglich war, konnte der ohne Vorsatz Tötende in den Genuss der aidesis kommen. Waren die Verwandten hierzu nicht bereit, konnte der Täter für einige Jahre ins Exil gehen und sich dadurch der Blutrache entziehen. Der vorsätzliche Mord wurde dagegen mit dem Tode oder lebenslanger Verbannung und Einziehung des Vermögens bestraft.[10]
- Vergewaltigung: Das Recht von Gortys enthielt einen Geldstrafentarif: Für die Vergewaltigung eines Freien oder einer Freien hundert Stateren, für die Vergewaltigung eines Häuslers oder einer Häuslerin durch einen Freien fünf Drachmen, für die Vergewaltigung der eigenen Sklavin zwei Stateren.[11] Auch in Athen stand auf die Vergewaltigung einer Freien nach solonischem Gesetz nur eine Geldstrafe von 100 Drachmen; dies entsprach dem Wert von 20 Rindern.[12]
- Moicheia (μοιχεία Ehebruch): Der auf frischer Tat ertappte Ehebrecher konnte vom Kyrios der Frau getötet werden.[13] Auch die Rettichstrafe konnte angewendet werden.[14] Der Grund für die gegenüber der Vergewaltigung viel schwerere Sanktion ist darin zu sehen, dass der Ehebruch als Angriff auf das Haus des Mannes gesehen wurde, während die „einfache“ Vergewaltigung nur die rechtlich weniger geschützte Frau verletzte.
- Asebie (ἀσέβεια‚ Frevel) wie der dem Alkibiades vorgeworfene Hermenfrevel oder die Sokrates und Anaxagoras zur Last gelegte Verbreitung atheistischer Lehren, Hierosylie (ἱεροσυλία Tempelraub); diese Vergehen gegen die Staatsreligion waren bedroht mit der Todesstrafe, Verbannung oder Geldstrafen.
- Landesverrat (προδοσία prodosia), bedroht mit der Todesstrafe und Verweigerung eines Begräbnisses.
- Anmaßung des Bürgerrechts durch Fremde, verfolgt mittels der Popularklage Xenias graphe, wurde mit Verkauf in die Sklaverei bestraft.
- Auf Desertion (λιποταξίον‚ lipotaxion oder δειλία deilia, Feigheit) und die Verweigerung von Heeresdiensten (ἀσρατεία, astrateia) oder Flottendiensten (ἀναυμαχίον, anaumachion) stand Atimie (ἀτιμία), der Verlust der Bürgerrechte.[15]
- Diebstahl (κλοπή klopē): Der auf frischer Tat ertappte Dieb konnte getötet werden. Die Todesstrafe drohte auch bei schwerem Diebstahl (z. B. nachts, an öffentlichen Orten, wertvoller Sachen). Einfacher Diebstahl war mit einer Buße in Höhe des doppelten Wertes des gestohlenen Gutes sanktioniert.[16]
- Kakosis (κάκωσης), die Misshandlung oder Vernachlässigung (einschließlich der Verletzung der Begräbnispflicht) von Eltern, nahen Verwandten und Mündeln,[17]
- Hybris (ὕβρις), „Anmaßung“ umfasste die Verletzung der Ehre oder des Körpers anderer, aber auch die gemeinschädliche Selbstüberhebung. Sie konnte nicht nur vom Verletzten, sondern auch mit der Popularklage Hybreos graphē (Ὕβρεως γραφή) verfolgt werden.[18]

## Zivilrecht

### Personenrecht
Träger von Rechten konnte nur der Freie, in der Polis der Bürger sein, und zwar der volljährige, d. h. über 18 Jahre alte Mann. Nur er konnte Grundeigentümer sein, erben, als Prozesspartei oder Zeuge auftreten, nicht dagegen Sklaven und Frauen. Fremde waren auf die Protektion eines Bürgers angewiesen; sie genossen lediglich in beschränktem Maße behördlichen Schutz. Auch Metöken und Periöken hatten eine geminderte Rechtsstellung. Halbfreie wie die Heloten in Sparta oder die an die Scholle gebundenen „Häusler“ (ϝοικέες) in Gortys konnten immerhin Rechtsträger sein und im Gegensatz zu den völlig rechtlosen Sklaven nicht verkauft werden.
Minderjährige, Frauen und Sklaven standen unter der rechtlichen Gewalt (κυρία kyría) des Kyrios (κύριος Herr), des männlichen Vorstands des Hausverbandes (Oikos, οἶκος), der sie bei Rechtsgeschäften und vor Gericht vertrat. Der Kyrios konnte Neugeborene anerkennen oder aussetzen und Hausangehörige verstoßen.

### Ehe- und Familienrecht
Der Fortbestand des Oikos, der eine wirtschaftliche und religiöse Einheit darstellte und Baustein der Polis war, wurde durch die Ehe (γάμος) gesichert. Sie wurde durch ein Rechtsgeschäft zwischen dem Kyrios der Braut und dem Bräutigam, die Engye (ἐγγύη) und die (ἔκδοσις ekdosis, ,Herausgabe‘) der Braut begründet. Voraussetzung war die Epigamie, die Ehefähigkeit der Brautleute, die in Athen nur Bürger und solche Metöken hatten, denen sie durch Isopolitievertrag mit ihrer Polis gewährt wurde. Eine der Braut von ihrem Kyrios mitgegebene Mitgift (Proix) war bei der Scheidung der Ehe zurückzugeben, bei ihrem Tod fiel sie ihren Söhnen zu.

### Erbrecht und Adoption
Nur die ehelichen Kinder aus einer Verbindung zwischen Bürgern (γνήσιοι, gnesioi) hatten nach attischem Recht Anspruch auf das Bürgerrecht und waren erbberechtigt. Die Nothoi (νόθοι) dagegen, die aus einer unehelichen Verbindung mit einer Sklavin oder Konkubine (παλλακή pallakē) stammten oder deren Eltern nicht beide das Bürgerrecht besaßen, waren zwar nicht erbberechtigt, konnten aber unter Umständen das Bürgerrecht erwerben. Ein nothos metroxenos war ein Nothos, dessen Vater das Bürgerrecht besaß und dessen Mutter das Bürgerrecht nicht besaß.
Hinterließ der Erblasser lediglich eine Tochter, konnte diese, sofern sie unverheiratet war, nicht frei über das Erbe verfügen. Denn da sie nicht Kyrios ihrer selbst war, konnte sie auch keine Verfügungsgewalt über Vermögen ausüben. Sie wurde zur Epikleros (ἐπίκληρος), zur Erbtochter. Sie war nun zwar de jure im Besitz des Erbes (οἶκος, oikos, wörtlich „Haus“, d. h. Haushalt bzw. Hausstand) ihres Vaters, brauchte aber einen neuen kyrios. Um den Bestand des oikos zu sichern, war der nächste Angehörige ihres Vaters, oft dessen Bruder, verpflichtet, die Erbtochter zu heiraten. Wenn er bereits verheiratet war, konnte er entweder die Scheidung von seiner Ehefrau erreichen, um die Erbtochter heiraten zu können, oder die epikleros dem nächstnäheren Verwandten überlassen. Die Pflicht des nächsten Verwandten des Vaters zur Heirat oder zur Überlassung an den nächstnäheren bestand auch dann, wenn die Frau wenig oder gar kein Vermögen hatte. War kein Verwandter hierzu bereit, musste der Archon den nächsten Verwandten zwingen, sie mit einer Aussteuer auszustatten und zu verheiraten.
Die Funktion des Erbens als Nachfolge im Oikos schloss grundsätzlich aus, einen Erben abweichend von der gesetzlichen Rechtsnachfolge der gnesioi  testamentarisch zu bestimmen. Wer keinen Sohn hatte, konnte jedoch, um den Fortbestand des Oikos zu sichern, durch Adoption (εἰσποίησης, eispoiēsis) einen Sohn annehmen. Seit Solon konnte dies auch durch letztwillige Verfügung (διαθήκη, diathēkē) geschehen.

### Vertragsrecht
Eine dogmatisch durchdrungene Rechtsgeschäftslehre hat das griechische Recht anders als das römische nicht entwickelt. Vereinbarungen, wie sie im Geschäftsleben gängig waren, wurden als einseitige „Zweckverfügung“, nicht als Konsensualvertrag verstanden. Jedoch bot die „Homologie“ (ὁμολογία, von ὁμός homos „gleich“ und λόγος logos „Wort, Sinn“), das „Zugestehen“ nicht nur von Tatsachen, sondern auch von Rechtsfolgen, die Möglichkeit, Verpflichtungen ohne Rechtsgrund (causa) zu begründen; sie war schon in klassischer Zeit gebräuchlich und wurde in hellenistischer Zeit zu einem wesentlichen Begriff der Vertragsgestaltung.